# Puccinia verruca
Puccinia verruca är en svampart som beskrevs av Thüm. 1879. Puccinia verruca ingår i släktet Puccinia och familjen Pucciniaceae.   Inga underarter finns listade i Catalogue of Life.